# 江川昌史
江川 昌史（えがわ あつし、1965年7月10日 - ）は、日本のコンサルタント、実業家。アクセンチュア日本法人代表。

## 略歴
神奈川県出身。東京都立戸山高等学校を経て、1989年慶應義塾大学商学部卒業。同年アクセンチュア日本法人入社。
製造・流通業界を中心としつつ、通信、ハイテク、素材・エネルギー、金融業界や公共サービス領域など、多岐にわたるプロジェクトを指揮し、2000年にパートナー就任。
2008年10月に執行役員製造・流通本部統括本部長に就任。2014年12月に取締役副社長就任、2015年9月に現職である代表取締役社長に就任。
デジタル変革支援をさらに推し進めるべく、デジタルマーケティング企業であるアイ・エム・ジェイの株式過半取得を主導したり、働き方改革や女性従業員比率の向上に尽力している。